# Eldens gåta
Eldens gåta är den andra boken av de tre böckerna om Sofia skriven av Henning Mankell, och gavs ut 2001. Sofia i Moçambique fortsätter sin kamp utan riktiga ben, medan hon blir kär och ännu en av hennes systrar dör, den här gången dör systern Rosa av AIDS.

Detta är den andra boken av de tre böckerna om Sofia; de övriga är Eldens hemlighet och Eldens vrede.